# The Frank and Walters
The Frank and Walters est un groupe de rock irlandais originaire de Cork. Ce trio créé par les frères Paul et Niall Linehan fait irruption dans la scène indépendante britannique en 1991 avec le single Fashion crisis hits New York et séduit immédiatement les critiques et le public par ses mélodies débridées et accompagnées de paroles loufoques sans prétention. Un premier album Trains Boats and Planes, sort en 1993, avec les singles Happy Busman et After all. Ce single atteint la 11e place dans les charts britanniques et le remix d'After all par Ian Broudie fera partie des 20 meilleures ventes de singles.
Leur deuxième album, The Grand Parade, sort en 1997, avec notamment la chanson Colours. En 1998 et 2000 paraissent deux autres albums, Beauty becomes more than life et Glass, avant qu'un best of ne sorte en 2002.
Le guitariste Niall Linehan a quitté le groupe en 2005.
En 2006, le groupe maintenant comprenant toujours Ashley Keating à la batterie et récemment Kevin Pedreschi à la guitare, a sorti A Renewed interest in happiness.